# Trignac
Trignac é uma comuna francesa na região administrativa da Pays de la Loire, no departamento de Loire-Atlantique. Estende-se por uma área de 14,38 km². Em 2010 a comuna tinha 8 006 habitantes (densidade: 556,7 hab./km²).